# Xã Jackson, Quận Porter, Indiana
Xã Jackson (tiếng Anh: Jackson Township) là một xã thuộc quận Porter, tiểu bang Indiana, Hoa Kỳ. Năm 2010, dân số của xã này là 5.328 người.